# Casa Pallejà (Gelida)
La Casa Pallejà és una obra modernista de Gelida (Alt Penedès) protegida com a Bé Cultural d'Interès Local.

## Descripció
Casal que forma part de l'àrea d'estiueig de Gelida. Construïda a finals del segle passat, consta de dues plantes, cellers i un mirador, una amplíssima terrassa, jardí i horts. Com a detalls, cal esmentar les capçaleres voluptuoses de trencadissa de ceràmica marró de regust gaudinià, les reixes clarament seriades, un colomar -al jardí- d'un disseny especial graciosíssim, revestit de mosaics multicolors, i pintures i dibuixos contemproanis fetes pels Pallejà.

## Història
Des de finals i primeries de segle, aquesta casa ha estat escenari de les festes modernistes a Gelida, on es reunia la burgesia barcelonina que passava els estius a Gelida, amb alguns membres destacats de la societat gelidenca, celebrant jocs florals, representacions teatrals en el teatre de la casa, actuacions de la Coral de Gelida, etc, etc, i paral·lelament, residència del poeta Ramon Pallejà i Camaló.